# ピアノソナタ第17番 (シューベルト)
ピアノソナタ第17番 ニ長調 作品53, D 850 は、フランツ・シューベルトが1825年に作曲したピアノソナタ。翌1826年に出版されており、オーストリアにある温泉地バート・ガスタインで作曲されたことから『ガシュタイナー』（ドイツ語: Gasteiner）の通称で親しまれている。

## 概要
全体的に長大な作品で、次の『第18番 ト長調《幻想》』（作品78, D 894）『第19番 ハ短調』（D 958）『第20番 イ長調』（D 959）『第21番 変ロ長調』（D 960）と連なる大作の一群に入る。知人のピアニスト、カール・マリア・フォン・ボックレト（1801年-1881年）に献呈された。

## 曲の構成
全4楽章、演奏時間は約40分。
- 第1楽章 アレグロ・ヴィヴァーチェ
ニ長調、4分の4拍子（自筆譜では2分の2拍子（アラ・ブレーヴェ））、ソナタ形式。

冒頭に主和音（ "D - Fis - A - D" ）が両手で鳴らされ、徐々に盛り上がりを迎える。第2主題はイ長調で、3連符主体のもの。両手のオクターヴによるユニゾンが多い。

- 第2楽章 コン・モート
イ長調、4分の3拍子、ソナタ形式。

ベートーヴェンの『交響曲第2番 ニ長調』の第2楽章にも似た長大な緩徐楽章。リズムに微妙なシンコペーションをつけているが、「天国的な長さ」と冗長さを指摘される。[要出典]

- 第3楽章 スケルツォ：アレグロ・ヴィヴァーチェ - トリオ：リステッソ・テンポ
ニ長調 - ト長調、4分の3拍子。

弱起の付点リズムが特徴的なスケルツォ。

- 第4楽章 ロンド：アレグロ・モデラート
ニ長調、4分の4拍子、ロンド形式。

長大な作品の締めくくりにしては安直な作曲だと時に批判される。左手の "D - Fis" の和音に乗って、付点リズムのついた "A - H - A - Fis - D - D" の主題が登場。舞曲に近い楽しげな楽章で、簡単な変奏、転調を交えて主題が繰り返される。中間部はト長調。第1楽章と同じくオクターヴ奏法のユニゾンが多い。最後はロンド主題により消えゆく様に終わる。

## 備考
- 「天国的な長さ」という言葉は揶揄として使われているが、元々はシューマンが、シューベルトの『交響曲第8番（旧第9番）ハ長調《ザ・グレート》』（D 944）の長大さを称えて言った言葉である。原語は「himmlische Länge」。なお「himmlisch」は「天国 Himmel」の形容詞形で「天国の」という意味があるが、ほかに「すばらしい」といった賞賛にも使われる。シューマンの本来の文脈では、単に「すばらしい長さ」と言っていたという可能性もある。

- 村上春樹の長編小説『海辺のカフカ』の中で、登場人物の一人は本作品を車の中でかける。当該人物は主人公のカフカ少年に向かって、「フランツ・シューベルトのピアノ・ソナタを完璧に演奏することは、世界でいちばんむずかしい作業のひとつ」であるという意見を述べる。「とくにこのニ長調はそうだ。とびっきりの難物なんだ」「シューベルトというのは、僕に言わせれば、ものごとのありかたに挑んで敗れるための音楽なんだ。それがロマンティシズムの本質であり、シューベルトの音楽はそういう意味においてロマンティシズムの精華なんだ」「どう、退屈な音楽だろう？」[1]

- また村上は評論集『意味がなければスイングはない』において、「シューベルトの数あるピアノ・ソナタの中で、僕が長いあいだ個人的にもっとも愛好している作品は、第十七番ニ長調D850である。自慢するのではないが、このソナタはとりわけ長く、けっこう退屈で、形式的にもまとまりがなく、技術的な聴かせどころもほとんど見当たらない」「しかしそこには、そのような瑕疵を補ってあまりある、奥深い精神のほとばしりがある」と述べている[2]。